# Brave Brothers
Kang Dong-chul (Hangul: 강동철; nascido em 17 de junho de 1979), mais conhecido pelo seu nome artístico Brave Brothers,  é um produtor musical, compositor e rapper sul-coreano da Brave Entertainment. Ele foi um produtor e compositor da YG Entertainment durante os anos de 2004 a 2008. Em 2008, ele  abriu a sua própria gravadora sob o nome de Brave Entertainment. O mesmo já produziu canções que obtiveram êxito comercial para Sistar, 4minute, T-ara, Son Dam Bi, BIGBANG, Brown Eyed Girls, After School, AOA e U-KISS. Em 2009, fez sua estreia como rapper lançando os álbuns Attitude e Passionate. Em 2011, foi premiado no Korean Culture Entertainment Daesang Awards, na categoria Compositor Hallyu  e abriu um clube de hip hop no distrito de Gangnam em Seul chamado Phantom.
Atualmente possui os grupos Brave Girls, Electroboyz e BIGSTAR sob sua gravadora e integra o elenco do programa Made In U da JTBC.

## Discografia
| Título                           | Detalhes do álbum                                                                                                | Lista de faixas |
| -------------------------------- | --- | --- |
| Attitude                         | - Lançamento: 18 de agosto de 2009 - Formato: CD, Download digital - Gravadora: Brave Sound, LOEN Entertainment  | 1. Interview 2. Brave Sound 3. Invisible (Feat. Son Dambi, 별들의전쟁) 4. Bittersweet (Feat. M, 현아, Maboos, Red Roc, Basick) 5. Invisible (Inst.) |
| Passionate                       | - Lançamento: 8 de dezembro de 2009 - Formato: CD, Download Digital - Gravadora: Brave Sound, LOEN Entertainment | 1. Finally (Feat. U-Kiss) 2. 3AM (Feat. Brave Starr) 3. Finally (Inst.) |
| 슬픈 음악                        | - Lançamento: 2 de abril de 2010 - Formato: CD, Download Digital - Gravadora: Brave Sound                        | 1. 슬픈 음악 (With V.O.S) 2. 슬픈 음악 (Inst.) |
| The Classic                      | - Lançamento: 3 de setembro de 2010 - Formato: CD, Download Digital - Gravadora: Brave Sound, KT Music           | 1. Brave Show 2. 너를 그린다 (Vocal 다비치, Electroboyz) 3. 돌아 돌아 4. 울고싶단 말야 (com Jay Park) 5. Addict (Vocal B2K) 6. Music Award (com Skul1, J'Kyun) 7. Invisible (New Ver.) (Vocal Son Dambi) 8. 돈 벌었지 9. 가위바위보 (com Double K) 10. 슬픈 음악 (Guitar Remix Ver.) (com V.O.S) 11. Bittersweet (R&B Ver.) (com M, Hyuna, Maboos, Red Roc, Basick) 12. 울고싶단 말야 (Inst.) 13. 너를 그린다 (Inst.) |
| Beautiful Girl (Hyomin de T-ara) | - Lançamento: 10 de fevereiro de 2011 - Formato: Download Digital - Gravadora: Brave Sound                       | 1. Beautiful Girl (Feat. Electroboyz) 2. Beautiful Girl (Inst.) |
| Break Up (Lee Gi-kwang do Beast) | - Lançamento: 14 de julho de 2011 - Formato: Download Digital - Gravadora: Brave Sound                           | 1. Break Up (Feat. Electroboyz) 2. Break Up (Inst.) |

## Canções creditadas
| Artista(s)                       | Informação da canção |
| -------------------------------- | --- |
| 4Minute                          | - "What’s Your Name?" - Name Is 4Minute - "Is It Poppin'?" - "Whatcha Doin' Today?" - 4Minute World - "Only Gained Weight" - Brave Brothers 10th Anniversary |
| 4 Tomorrow                       | - "두근두근 Tomorrow" - 두근두근 Tomorrow |
| 45RPM                            | - "못 말리는 삼형제" - Hit Pop - "천하무적 야구단" - 천하무적 야구단 |
| A-Force                          | - "Wonder Woman" |
| After School                     | - "Play Girlz", "AH", "나쁜놈" - New Schoolgirl - "Diva" - Diva - "너 때문에" - Because of You - "8 Hot Girl", "첫사랑" - First Love - "Week" - Brave Brothers 10th Anniversary |
| After School Red                 | - "밤 하늘에" - RED |
| Pink BnN                         | - "My Darling" - Yoon Bo-mi & Kim Nam-joo - Brave Brothers 10th Anniversary |
| AOA                              | - "Intro (Gonna Get Your Heart)", "Miniskirt", "Under the Street Lights" - Miniskirt - "Short Hair", "Joa YO!", "Soulmate", "You Know That" - Short Hair - "AOA", "Like A Cat", "Girl's Heart" - Like a Cat - "Heart Attack", "Luv Me", "One Thing", "Really Really" - Heart Attack - "Excuse Me" - Angel's Knock |
| Bae Seul-ki                      | - "Intro", "Tiresome" (Feat. Ha Joo Yeon of Jewelry), "DJ" (Feat. Maboos) |
| Battle                           | - "Big Change (Feat. Deegie)", "Step By Step", "Luv U" - Step By Step |
| BESTie                           | - "Love Options" - Love Options |
| BIGBANG                          | - "Intro (Put Your Hands Up)" - BIGBANG - "Intro (Victory)", "Good Bye Baby" - BIGBANG 03 - "Shake It (Feat. Ji Eun)" - BIGBANG Vol.1-Since 2007 - "없는 번호", "Oh Ma Baby" - Always - "Crazy Dog" , "Last Farewell" - Hot Issue - "Wonderful" - Remember |
| Boyfriend                        | - "Let's Get It Started (Feat. Maboos)", "Boyfriend", "You & I" - Boyfriend |
| Brave Girls                      | - "Intro (Ain't Nobody Like Brave Girls)", "So Sexy", "아나요" - The Difference - "툭하면 (Feat. Skul1)", "비가 내리면" - Back To Da Future - "변했어" - 변했어 |
| Brown Eyed Girls                 | - "어쩌다" - My Style |
| BtoB                             | - "Beep Beep" - Beep Beep |
| C-REAL                           | - "C-Real Intro", "No No No No No" - Round 1 |
| Dal Shabet                       | - "Someone Like U" - Naturalness |
| DJ Doc                           | - "투게더" - 풍류 |
| Dazzling Red                     | - "This Person" - Idol Group |
| EI                               | - "Intro", "기억해", "너 하나만" - 기억해 |
| Electroboyz                      | - "전화가 오네 (Feat. 호란)", "어젯밤 (Feat. 별들의전쟁)" - Electroboyz First Single - "Ma Boy 2 (Feat. Hyorin do Sistar)" - Rebirth |
| F-ve Dolls                       | - "입술자국/Lip Stain", "잘났어" - Charming Five Girls |
| Gummy                            | - "거울을 보다가", "여기까지만 (Feat. Skull)" - Comfort |
| Han Yuna                         | - " 마네킹 (Feat. Maboos)" - I'm Mannequin |
| Hello Venus                      | - "Sticky Sticky" - Sticky Sticky - "Wiggle Wiggle" - Wiggle Wiggle - "I'm Ill", "Show Window", "Watcha Talk About", "Chameleon" - I'm Ill |
| Hyolyn                           | - "One Way Love" (너 밖에 몰라)" - LOVE & HATE |
| Hyomin                           | - "Nice Body feat. LOCO", "Fake It" - MAKE UP |
| Hyuna                            | - "Ice Cream feat. Maboos" - Melting |
| Jang Keun-suk & Hyorin do Sistar | - "Magic Drag" |
| Jo Sungmo                        | - "Intro ", "바람필래", "이밤이 지나가면", "점점더 (Feat. Electroboyz)" - Meet Brave |
| Kim Dong-wan                     | - "Secret" - (Tiffany de Girls' Generation) |
| Kim Hyung-jun                    | - "Midnight Passes" - Lie to Me OST |
| Kim Yuna, Sistar & Electroboyz   | - "Super Girl" |
| Lee Ai                           | - "기억해" - 기억해 |
| Lee Gi-kwang                     | - "Dancing Shoes", "Wipe the Tears" - First Episode: A New Hero |
| Lee Min-woo                      | - "남자를 믿지마" (Feat. Big Tone) – M Rizing |
| Lee Seung-gi                     | - "Losing my mind" - 정신이 나갔었나봐 |
| Lexy                             | - "눈물 씻고 화장하고" - Lextacy - "하늘 위로 (Feat. 지은)", "Big Lexy" - Rush |
| Masta Wu                         | - "울라라라 (Feat. Red Roc)", "Cry (Feat. 이영현)", "껌 (Feat. Teddy Park)" - Mass Wu Pt.2 |
| Myname                           | - "Just That Little Thing" - The 2nd Single |
| Nine Muses                       | - "잠은 안오고 배는 고프고/Sleepless Night" - Lost (Til The Night Is Over) |
| NS Yoonji                        | - "N To The S 윤지", "춤을 춰/Lets Dance", "DJ Don't Stop" - Time To Fly High |
| Oh Jong-hyuk                     | - "Get Away" (Feat. Showgun) – OK, I'm Ready |
| One Two                          | - "별이 빛나는 밤에" - 별이 빛나는 밤에 - "와랄라 랄라레" - Walala Lalale - "Very Good" |
| Owl                              | - "In the summer" (Feat. Lady Owl) |
| RaNia                            | - "Time To Rock Da Show", "Pop Pop Pop", "Goodbye" - Time To Rock Da Show |
| Red Roc                          | - "Bounce Back" - Hello |
| Se7en                            | - "Interlude – Follow Me", "Run (Feat. G-Dragon, Taeyang)" - 24/SE7EN - "Oh~Ma Girl" - Se7olution |
| Sistar                           | - "Here We Come", "Push Push", "Oh Baby" - Push Push - "We Never Go Alone" - "Drop The Beat (Feat. B2K)", "가식걸/Shady Girl" - Shady Girl - "Mighty Sistar", "Over", "니까짓게/How Dare You" - How Dare You - "Ma Boy" - "Let's Get The Party Started", "So Cool" - So Cool - "Hot Place (feat. Brave Sound)" - "Come Closer", "Alone" - Alone - "Sistar19", "Gone Not Around Any Longer", "A Girl in Love" - Gone Not Around Any Longer |
| Son Dam-bi                       | - "Bad Boy" - Mini Album Vol. 1 - "미쳤어/Crazy" - Mini Album Vol. 2 - "토요일밤에/Saturday Night" - Type B — Back To 80's - "눈물이 주르륵" - Dripping Tears |
| Son Dam-bi & After School        | - "Amoled" |
| SPEED                            | - "Love, the pain of heart" - Blow Speed |
| Stellar                          | - "Intro", "Cry" - Cry |
| Sugar                            | - "노세 놀아보세" - 무가당 - "O.A.O (오.에.오)" - O.A.O (오.에.오) |
| Sunmi                            | - "Full Moon (featuring Lena)" - Full Moon |
| Supernova                        | - "Intro", "그리운 날에", "라라라" - Time To Shine - "Intro", "Shining☆Star", "Love Letter" - Shining☆Star - "Stupid Love" - Stupid Love |
| Taeyang                          | - "Intro (Hot)" - Hot |
| T-ARA                            | - "So Crazy" - So Good |
| Teen Top                         | - "Teen Top", "Going Crazy", "Where's Ma Girl", "Girl Friend" - It's - "aRtist", "To You", "Baby U", "Shake It" - aRtisT - "Be Ma Girl", "Fall in Love", "Party Tonight" - Be Ma Girl - "So Sweet", "Get Crazy", "Miss Right (co-compose with Elephant Kingdom)" - "No.1" - "Walking By..." - "No.1 Repackaged" - "Don't I" - "Teen Top Class" - "Except for me" - Brave Brothers 10th Anniversary                                        |
| Thelma Aoyama                    | - "Intro", "Fallen Angel", "My Sweetest Sin" - Love Story |
| Touch                            | - "난" - Touch |
| uBEAT                            | - "Should Have Treated You Better", "It's Been A Long Time" - 있을 때 잘해 줄 걸 |
| U-Kiss                           | - "Intro (Pump Pump)", "어리지 않아", "Give It to Me" - New Generation - "Intro (On Fire)", "니가 좋아", "Talk To Me" - Bring It Back 2 Old School - "Intro", "만만하니/ManManNaNi", "OK!" - ContiUKiss]] - "Intro", "빙글빙글/Round&Round", "Without You", "뭐라고" - Only One |
| YG                               | - "Cash Money" (Feat. Krayzie Bone)" |
| YMGA                             | - "Let It Play (Feat. Ji Eun)" - "Real Talk (Feat. Taeyang)" - Made In R.O.K |
| Yoo Seung-chan                   | - "How are yoo?" |
| ZE:A                             | - "하루종일/All Day Long (Original Ver.)" - Leap For Detonation - "숨소리/Breathe" - First Homme |

## Prêmios
| Ano  | Premiação                                        | Categoria         | Resultado | Ref.  |
| ---- | ------------------------------------------------ | ----------------- | --------- | ----- |
| 2011 | 19th Korean Culture Entertainment Daesang Awards | Compositor Hallyu | Venceu    | [ 4 ] |